# San José del Río, Zacatecas
San José del Río är en ort i Mexiko.   Den ligger i kommunen Fresnillo och delstaten Zacatecas, i den centrala delen av landet, 600 km nordväst om huvudstaden Mexico City. San José del Río ligger 2 153 meter över havet och antalet invånare är 707.
Terrängen runt San José del Río är platt åt sydväst, men åt nordost är den kuperad. Runt San José del Río är det ganska glesbefolkat, med 38 invånare per kvadratkilometer. Närmaste större samhälle är Tapias de Santa Cruz, 14,4 km öster om San José del Río. Trakten runt San José del Río består i huvudsak av gräsmarker.